# Aleksander Vinter
Pour les articles homonymes, voir Savant.
 (mai 2017).
Si vous disposez d'ouvrages ou d'articles de référence ou si vous connaissez des sites web de qualité traitant du thème abordé ici, merci de compléter l'article en donnant les références utiles à sa vérifiabilité et en les liant à la section « Notes et références ».
Aleksander Vinter, né le 16 avril 1987 à Oslo, est un compositeur, chanteur et DJ norvégien connu sous le nom de Savant et comme producteur sous les noms Vinter in Hollywood, Vinter in Vegas, Datakrash, Blanco, Megatron, Numa, The Protos, Spray&Play Games et Twin World.

## Biographie
Aleksander a grandi à Holmestrand en Norvège. Il n'a pas eu de formation musicale bien qu'ayant postulé dans une école de musique. Dès son enfance, à l'âge de quatre ans, il entre en contact avec la musique grâce à un synthétiseur électronique sur lequel il passe des heures à s'exercer. À 10 ans, il demande à sa mère un ordinateur pour faire de la musique.
Plus tard il se lance dans le Black metal avec un groupe appelé No Funeral en tant que guitariste, pianiste et chanteur mais décide ensuite de faire sa propre musique avec son ordinateur. Il se convertira ensuite à la musique électronique.
Aleksander est considéré comme présentant le syndrome du savant, un syndrome qui lui permet d'avoir un rythme de production très élevé. Il aurait en ce moment plus de 10 000 chansons à son actif. Il a aussi fait la musique du jeu de D-Pad Studio nommé Savant Ascent.
Début 2014, il réalise un concours permettant à ses fans d'envoyer des sons enregistrés par eux-mêmes afin d'en faire une seule musique. Cette dernière nommée Cult Collab est postée en août. Les sons pouvaient être de toute nature, que ce soit du chant, du rap, du synthé, de la guitare ou tout autre sonorité organique ou électronique imaginable. Plus de 1000 sons sont envoyés à Savant.
Dans son dossier de presse, Vinter se décrit lui-même comme ayant un syndrome d'Asperger. 

## Discographie

### Albums
| Titre                          | Détails                                                                                   |
| ------------------------------ | ----------------------------------------------------------------------------------------- |
| Outbreak (Vinter in Hollywood) | - Sortie : mai 2009 - Label : So French Records - Format : Téléchargement en ligne        |
| Latidos De Las Ninas (Blanco)  | - Sortie : 2010 - Format : Téléchargement en ligne                                        |
| Mamachine (Vinter in Vegas)    | - Sortie : 2011 - Label : SectionZ Records - Format : Téléchargement en ligne             |
| Ninür (Savant)                 | - Sortie : 11 novembre 2011 - Label : SectionZ Records - Format : Téléchargement en ligne |
| Vario (Savant)                 | - Sortie : 22 février 2012 - Label : SectionZ Records - Format : Téléchargement en ligne  |
| Overworld (Savant)             | - Sortie : 6 juin 2012 - Label : SectionZ Records - Format : Téléchargement en ligne      |
| ISM (Savant)                   | - Sortie : 9 septembre 2012 - Label : SectionZ Records - Format : Téléchargement en ligne |
| Alchemist (Savant)             | - Sortie : 12 décembre 2012 - Label : SectionZ Records - Format : Téléchargement en ligne |
| Overkill (Savant)              | - Sortie : 3 mars 2013 - Label : SectionZ Records - Format : Téléchargement en ligne      |
| Cult (Savant)                  | - Sortie : 7 juillet 2013 - Label : SectionZ Records - Format : Téléchargement en ligne   |
| Orakel (Savant)                | - Sortie : 11 décembre 2013 - Label : SectionZ Records - Format : Téléchargement en ligne |
| Protos (πρῶτος) (Savant)       | - Sortie : 8 août 2014 - Label : SectionZ Records - Format : Téléchargement en ligne      |
| ZION (Savant)                  | - Sortie : 13 décembre 2014 - Label : SectionZ Records - Format : Téléchargement en ligne |
| Invasion (Savant)              | - Sortie : 26 janvier 2015 - Label : SectionZ Records - Format : Téléchargement en ligne  |
| Vybz (Savant)                  | - Sortie : 15 juillet 2016 - Label : Vybz - Format : Téléchargement en ligne              |
| Outcasts (Savant)              | - Sortie : 21 octobre 2016 - Label : Vybz - Format : Téléchargement en ligne              |
| The Black Room (Savant)        | - Sortie : 11 mars 2017 - Label : Vybz - Format : Téléchargement en ligne                 |
| Jester (Savant)                | - Sortie : 17 avril 2017 - Label : Vybz - Format : Téléchargement en ligne                |
| Slasher (Savant)               | - Sortie : 25 octobre 2018 - Label : Vybz - Format : Téléchargement en ligne              |
| Mortals (Savant)               | - Sortie : 6 juin 2019 - Label : Vybz - Format : Téléchargement en ligne                  |
| VOID (Savant)                  | - Sortie : 4 avril 2020 - Label : Vybz - Format : Téléchargement en ligne                 |
| VOID (DLC) (Savant)            | - Sortie : 21 janvier 2021 - Label : Vybz - Format : Téléchargement en ligne              |
| Krang (Savant)                 | - Sortie : 2 février 2022 - Label : Vybz - Format : Téléchargement en ligne               |
| Alchemist 2 (Savant)           | - Sortie : 12 décembre 2022 - Format : Téléchargement en ligne                            |

### EPs
- Thrillseekers (2009)
- The Ritalin Project (2012)
- Mindmelt (2012)
- ♥ (heart) (2013)
- Four Days (2013)
- Thank You (2013)
- Bajo (2015)
- Savage (2017) (en Datakrash)

### Singles
- Follow Me (beat) (2007)
- Pump Machine (en Blanco) (2011)
- Sweat (en Blanco) (2011)
- Backdoor Access (en Blanco) (2011)
- You Can Play (en Vinter in Hollywood) (2011)
- Supressor (en Vinter in Hollywood) (2011)
- Blue Magic (en Gunslinger Jones) (2011)
- Synthesizer Love (en Vinter in Hollywood) (2011)
- Nybegynner (en Datakrash) (2011)
- Gunslinger Jones (en Vinter in Hollywood) (2011)
- ICANDO (2011)
- Robosexual (2011)
- Not Avicii (2011)
- Rolling Stone (2011)
- Mushroom Clouds (2011)
- Psykick (2012)
- Indoctrination (2012)
- Agape (2012)
- Government (2012)
- Super Sheriff (2012)
- Outlaw (Partie 1) (2012)
- Space Cowboy (2012)
- Kids (2012)
- Ksh'mir (2012)
- Take Care of You (en Vinter in Hollywood) (2012)
- Shake the Room (2012)
- l'obscurité (2012)
- Ode to Joy (2012)
- He Was a Moog (2012)
- Symphony of Lies (en Vinter in Hollywood) (2012)
- Make Up Your Mind (2012)
- Shark (2013)
- Aces Sleeved (2013)
- Black Swan 2013 (2013)
- UNTZ 2013 (2013)
- The Arcade 2013 (2013)
- Carmageddon 2013 (2013)
- Mountain of Death (2013)
- Pokermon (2013)
- Future Trap (2013)
- Wasteland (2013)
- Ascent (2013)
- Fatality (2013)
- Memory? (2013)
- Vanity (2013)
- Zelda's Lullaby (2013)
- Sweet (2013)
- Amerika (2014)
- Mellow (2014)
- Cloud Rider (2014)
- Veritech (2014)
- Rude Gal (2014)
- Terror Bite (2014)
- Elephant (2014)
- Walk On Me (2014)
- Mother Russia II (2014)
- Drop It On Ya! (2014)
- Cult Collab (2014)
- Up In Smoke (2015)
- Up In Smoke (VIP) (2015)
- Starfish (Blanco Remix) (2015)
- Slasher (2015)
- Fire (2016)
- Cassette (2016)
- Savior (2016)
- Forsaken (2016)
- Fabrics (2016)
- Hustler (2016)
- Get it Get it (avec DMX) [feat. Snoop Dogg] (2016)
- Night Watch (2017) (en Datakrash)
- Atlantis (2017) (en Datakrash)
- Surprise (2017)